# Polymniella aurantiaca
Polymniella aurantiaca är en ringmaskart som först beskrevs av Addison Emery Verrill 1900.  Polymniella aurantiaca ingår i släktet Polymniella och familjen Terebellidae. Inga underarter finns listade i Catalogue of Life.